# Xinjie (socken i Kina, Sichuan)
Xinjie (kinesiska: 新街乡, 新街) är en socken i Kina. Den ligger i provinsen Sichuan, i den sydvästra delen av landet, omkring 350 kilometer öster om provinshuvudstaden Chengdu.
Genomsnittlig årsnederbörd är 1 630 millimeter. Den regnigaste månaden är september, med i genomsnitt 296 mm nederbörd, och den torraste är januari, med 14 mm nederbörd.